# (2095) Perceval
(2095) Perceval, désignation internationale (2095) Parsifal, est un astéroïde de la ceinture principale.

## Description
(2095) Perceval est un astéroïde de la ceinture principale. Il fut découvert par l'astronome Cornelis Johannes van Houten le 24 septembre 1960 à l'observatoire Palomar. Il présente une orbite caractérisée par un demi-grand axe de 2,64 UA, une excentricité de 0,011 et une inclinaison de 3,585° par rapport à l'écliptique.
Il fut nommé en référence au personnage de la légende arthurienne, chevalier de la Table ronde, Perceval.

## Compléments